# Ron Gardin
Ron Gardin (New Haven, 25 de setembro de 1944 – Phoenix, 16 de abril de 2025) foi um jogador profissional de futebol americano estadunidense.

## Carreira
Rick Volk foi campeão da temporada de 1970 da National Football League jogando pela equipe do Baltimore Colts, atualmente denominada Indianapolis Colts.

## Morte
Gardin morreu no dia 16 de abril de 2025 aos 80 anos.